# Delbrück
Pour les articles homonymes, voir Hans Delbrück.
Delbrück est une ville d'Allemagne, située à l'est du land de Rhénanie-du-Nord-Westphalie dans l'arrondissement de Paderborn.

## Géographie
Delbrück se trouve à 14 km au Nord-Ouest du centre de  Paderborn, et est limitrophe (en commençant à l'Ouest, puis dans le sens des aiguilles d'une montre) de Rietberg et Verl (arrondissement de Gütersloh), Hövelhof, Paderborn et Salzkotten (arrondissement de Paderborn), et Lippstadt (arrondissement de Soest).
La municipalité nouvelle de Delbrück fut créée le 1er janvier 1975 en fusionnant les communes de Delbrück, Hagen, Ostenland, Westenholz, Westerloh, Anreppen, Bentfeld et Boke. Depuis, chacune des anciennes communes forme un quartier.

## Histoire
En 4 ou 5 de notre ère, les Romains érigent un camp, qui sera abandonné après la Bataille de Teutobourg en l'an 9, et peut-être ponctuellement réutilisé lors des expéditions punitives de Germanicus de 14 à 16, lors desquelles quelquefois, selon Tacite, « ni le sexe ni l'âge n'ont suscité de compassion ».
En 836, la plupart des reliques de Saint Landelin (613-15 juin 686), fondateur des abbayes de Lobbes et Aulne en Belgique, et de l'abbaye de Crespin en France, sont transférées dans le village de Boke pour les préserver des pillages Vikings.
En 1101 commencent les travaux de construction de l'abbaye de Boke, mais ils sont définitivement stoppés en 1104 à la suite d'un différend héréditaire.